# Vera Krasnova
Vera Krasnova (n. 3 aprilie 1950, Omsk, RSFS Rusă, URSS) este o sportivă ce a reprezentat Uniunea Republicilor Sovietice Socialiste, medaliată olimpică. A participat la 2 ediții ale Jocurilor Olimpice (1972, 1976) în care a câștigat o medalie de argint.